# Filippo Taglioni
Filippo Taglioni (Milán, 5 de noviembre de 1777 -Como, 11 de febrero de 1871) fue un bailarín y coreógrafo italiano y maestro de su propia hija, la bailarina romántica Marie Taglioni. Tuvo otro hijo que también bailaba ballet, Paul Taglioni. Fue el coreógrafo original del ballet La sílfide, en 1832.

## Biografía
Recibió su formación en danza predominantemente con el padre Carlo Taglioni, y luego con Jean-François Coulon. Hizo su debut como bailarín a los 17 años en Pisa interpretando papeles femeninos. Bailó en otras ciudades italianas antes de ingresar a la Ópera de París. Con Vestris como director del Ballet Real Sueco en Estocolmo, Suecia, aceptó de buena gana una invitación para ser bailarín principal y maestro de ballet. En Estocolmo, se casó en 1803con la bailarina Sophie Karsten, hija del famoso cantante de ópera sueco Christoffer Christian Karsten y la actriz polaca Sophie Stebnowska. Tuvieron dos hijos, Marie Taglioni y Paul Taglioni, quienes se convirtieron en bailarines.
Durante varios años, la familia vivió en Austria y Alemania, pero para escapar de los peligros de las guerras napoleónicas, Filippo los trasladó a París. Bailó y coreografió en toda Europa, principalmente en Italia, Austria, Suecia, Dinamarca y Alemania. Finalmente, fue invitado a ocupar un puesto más permanente en el Theatre am Kärntnertor de Viena. Una vez instalado en Viena, mandó llamar a Marie, que había estado estudiando ballet en París. A su llegada, Filippo se desanimó por su progreso artístico y comenzó a entrenarla él mismo. La hizo practicar ballet seis horas al día durante seis meses, usando un método nivelado de entrenamiento técnico. Era muy estricto con ella. Buscó que su estilo fuera ligero y delicado, con énfasis en los saltos con rebote y el trabajo de puntas, algo inaudito antes de este tiempo. Cuando estuvo lista, la llevó de regreso a París.
Después del debut profesional de Marie, se hizo tan popular que Filippo pudo negociar un contrato de seis años para los dos. El estreno triunfal de La sílfide el 12 de marzo de 1832 la convirtió en la primera bailarina más aclamada del período romántico y a él en el coreógrafo más renombrado del momento. Se dice que esa noche se inició el gran período romántico de la danza. Debido a este inmenso éxito, los dos viajaron mucho juntos y realizaron giras por Europa y Rusia.
A medida que crecía, se volvió excéntrico e impredecible, y eventualmente perdió toda la fortuna cuidadosamente amasada de Marie en especulaciones imprudentes. Sin embargo, debe ser reconocido como un pionero en un estilo de ballet que alteraría para siempre la naturaleza misma del arte.
Taglioni murió en Como, Italia, el 5 de febrero de 1871, a la edad de 93 años.

## La sílfide
La producción original de La sílfide primero fue presentada en el Théâtre de la Académie Royale de Musique (u Ópera de París) en 1832, y coreografiada por Filippo Taglioni, la música de Jean-Madeliene Schnietzhoeffer, y libreto de Adolfo Nourrit basado en una historia de Charles Nodier. Los papeles principales fueron bailados por Marie Taglioni y Joseph Mazilier.
August Bournonville se propuso originalmente efectuar la versión de Filippo en Dinamarca, pero la Opéra de París exigió un precio muy alto por las partituras de la orquesta de Schnietzhoeffer. A causa de esto, Bournonville decidió efectuar su propia versión de La sílfide en el mismo panorama, con una nueva partitura de Herman Lovenskiold. La producción fue estrenada en 1836 con Lucile Grahn y Bournonville en los papeles principales. Debido a la fuerte tradición del Ballet Real Danés, esta versión todavía se realiza en Dinamarca, y se ha efectuado desde entonces en el mundo entero.
En 1972 el maestro Pierre Lacotte revivió La sílfide de Taglioni para el ballet de la Ópera de París, con la bailarina Ghislaine Thesmar como protagonista. La partitura original de Schnietzhoeffer fue reconstruida de un manuscrito guardado en la Bibliothèque Nationale de France. Mientras que la coreografía original de Taglioni se encuentra perdida así que Lacotte coreografió un nuevo ballet manteniendo el estilo de la época. 
El ballet de la ópera de París ha lanzado dos DVD dedicados a la obra.

## Coreografías
- 1821: Nathalie ou La Laitière Suisse
- 1826: Danina oder Jocko, der brasilianische Affe
- 1832: La Sylphide (La Sílfide)
- 1833: La Révolte au sérail
- 1836: La Fille du Danube
- 1838: La Gitana
- 1839: L'Ombre (La Sombra)